# 垣越建伸
垣越 建伸（かきごし けんしん、2000年4月3日 - ）は、岐阜県高山市出身の元プロ野球選手（投手）。左投左打。

## 経歴

### プロ入り前
高山市立北小学校在学時に軟式少年野球チームの北アルファードで野球を始めた。高山市立中山中学校では軟式野球部に入部するか迷ったが、同学年で地域の有名な野球少年だった根尾昂と一緒に野球がしたいという理由で飛騨高山ボーイズに所属した。当時のチームは根尾がエースであり、垣越のポジションは二番手投手兼内野手（一塁手）で、最高成績は第46回日本少年野球選手権大会岐阜支部予選の準優勝だった。
山梨学院高校入学時、直球の球速は130km/h 台だった。2年の夏に控え投手として第99回全国高等学校野球選手権大会に出場。初戦の前橋育英高校戦では1イニングを0点に抑えた。高校では下半身トレーニングを中心に行って体格を良くしていき、3年時には太腿周りが68cm になるまで成長した。新チームからエースとなり、3年夏の山梨県大会は初戦の山梨高校戦で9者連続三振を奪うなど、力を発揮した。この試合を中日ドラゴンズ編成部長の松永幸男やチーフスカウトの米村明等が観戦しており、直球の力強さに感銘を受けて指名推薦へ決断した。背筋を痛めてその後はリリーフに回るが、チームを第100回全国高等学校野球選手権大会出場に導いた。だが背筋を痛めた影響もあり、初戦の高知商業高校戦は6回途中10失点と打ち込まれ、チームも敗れた。
2018年のドラフト会議では中日ドラゴンズから5巡目指名を受けた。2018年11月10日に契約金3000万円、年俸550万円で仮契約を結んだ。背番号は61。

### 中日時代
2019年は、二軍で15試合に登板した。
2020年は、左肩の怪我の影響で一軍・二軍共に登板がなかった。11月26日に球団から来季の契約を結ばないことが発表されたが、12月8日に育成選手として再契約した。背番号は208に変更となった。
2021年は、二軍で23試合に登板して防御率1.69と安定した成績を残し、シーズンオフの12月9日に再び支配下契約を結んだ。年俸は14万円増の564万円となり、背番号は61に戻った。
2022年は、左肩の怪我が再発し、二軍戦登板なしでシーズンを終えた。10月18日に球団から来季の契約を結ばないことが発表され、11月10日に育成選手として再契約を結んだ。年俸は39万円減の525万円となり、背番号は205に変更となった。
2023年は怪我再発前より更に球速を落としたが、1年を通じて二軍戦に登板した。22試合に登板して、3勝5敗、防御率4.39の成績で、投球回84回はチームトップだった。オフの11月17日に育成選手として契約更新し、推定年俸は11万円減の514万円となった。
2024年はウエスタン・リーグ5試合に登板して防御率8.10の成績で、一軍ペナントレース終了後の10月8日に、球団より2025年シーズンの契約を結ばない旨を通告され、現役を引退した。

### 現役引退後
中日で打撃投手を務める。

## 選手としての特徴
高校時代には最速146km/hのストレートを投げた。変化球はスライダーを中心に、カーブ、チェンジアップを球種として持つ。ドラフト会議指名時には「体格も良く、パワーでおせる左腕、変化球のコンビネーションも使え、試合を支配できる優れた投手」と評された。
プロ入り後は球速が落ち、ストレートは2021年時点で135km/h程度、2023年時点で最速130km/h少々（平均125km/h前後）。これは2020年に左肩を痛めた影響によるもので、2022年にも再発してしまっている。2021年当時二軍投手コーチの浅尾拓也は、いかにも速い球を投げそうな堂々としたマウンドさばきでありながら球速が遅い点を逆に評価しており、90km/hのスローカーブと組み合わせて、打球を詰まらせたり、打者を泳がせたりといった投球術を見せる。

## 人物
同じく2018年のドラフト会議で中日ドラゴンズに指名された根尾とは、中学時代に飛騨高山ボーイズで、チームメイトの間柄であった。

## 詳細情報

### 年度別投手成績
- 一軍公式戦出場なし

### 背番号
- 61（2019年 - 2020年、2022年）
- 208（2021年）
- 205（2023年 - 2024年）
- 115（2025年 - ）